# 왜그래 풍상씨
《왜그래 풍상씨》는 2019년 1월 9일부터 2019년 3월 14일까지 방송된 KBS 2TV 수목 드라마이다.

## 기획 의도
동생 바보로 살아온 중년 남자 풍상 씨와 등골 브레이커 동생들의 아드레날린 솟구치는 일상과 쉴 새없이 벌어지는 사건 사고를 통해 진정한 가족애를 공감해 보는 가족 드라마다

## 등장 인물

### 주요 인물
- 유준상 : 이풍상 (47세) 역 (아역 정성영) - 5남매 중 첫째, 카센터 운영
- 오지호 : 이진상 (42세) 역 (아역 최승훈) - 5남매 중 둘째, 신용불량자, 중고차 매매업
- 전혜빈 : 이정상 (35세) 역 (아역 조시연) - 5남매 중 셋째, 대학병원 의사(외과 전문의)
- 이시영 : 이화상 (35세) 역 (아역 박민하) - 5남매 중 넷째, 정상의 이란성 쌍둥이 동생
- 차서원 : 이외상 (29세) 역 (아역 김지훈) - 5남매 중 막내, 조폭 출신, 풍상 카센터 직원

### 풍상 가족
- 신동미 : 간분실 (47세) 역 - 풍상의 아내, 세차장 직원
- 이보희 : 노양심 (65세) 역 - 풍상 형제들의 엄마
- 박인환 : 간보구 (70세) 역 - 분실의 아버지, 세탁소 운영
- 김지영 : 이중이 (15세) 역 - 풍상과 분실의 딸, 중학교 2학년

### 주변 인물
- 기은세 : 조영필 (35세) 역 - 정상의 친구, 외상의 연인, 첩의 딸
- 송종호 : 진지함 (41세) 역 - 정상의 대학병원 선배의사 (외과 전문의)
- 최성재 : 강열한 (35세) 역 - 정상의 의대 동기이자 남편 (외과 전문의)
- 이상숙 : 전달자 (60대 중반) 역 - 슈퍼 아줌마, 충청도 출신
- 최대철 : 전칠복 (42세) 역 - 달자의 아들, 진상의 친구, 화상의 남편
- 김기리 : 계상기 역 - 영필의 과거 연인
- 윤선우 : 유흥만 역 - 화상의 전 남편, 알코올 의존자
- 이덕희 : 신봉자 역 - 열한의 엄마, 순대국밥 가게 운영
- 정소영 : 나애심 역 - 진상을 향한 순애보를 가진 인물
- 천이슬 : 한심란 (23세) 역 - 외상의 과거 연인, 임산부 (한방이 엄마)
- 정동근 : 김미련 역 - 진상의 숙적, 풍상의 카센터 건물주, 'JM PICTURES' 대표
- 이현웅 : 마초남 역 - 초남실업 회장, 외상의 조직 보스

### 그 외 인물
- 이명호 : 연하남 역 - 양심의 연하의 애인
- 김광영 : 홀아비 역 - 화상이 휴대폰앱으로 만난 남자
- 하민 : 박세연 역 - 수삼 대학병원 이사장
- 유세례 : 정상의 선배의사 역
- 박영수 : 횟집 사장 역
- 이가령 : 미련 제작사 여배우 역
- 박하준 : 초딩(12세) 역 - 중이의 썸남
- 김효경 : 진세미 역 - 지함과 수진의 딸
- 김진서 : 매니저 역 - 화상의 과거 술집 매니저
- 이규호 : 요땡 역 - 외상의 조직 동료
- 백재진 : 외상 조직 동료 역
- 이효비 : 홀아비의 딸 역
- 박윤영 : 중이의 친구 역
- 이시현 : 중이의 친구 역
- 강두현 : 미련의 아들 역
- 최설희 : 미련의 딸 역
- 이나윤 : 미련의 딸 역
- 정혜은 : 아이돌 연습생 역
- 김예빈 : 아이돌 연습생 역
- 신소현 : 아이돌 연습생 역
- 유서진 : 아이돌 연습생 역
- 전정일 : 편의점 사장 역
- 전은미 : 큰형수 역
- 장격수 : 조폭 역
- 인성호
- 천지원
- 김민경
- 김가란
- 신동력 : 서울지방법원 집행관사무소 소장 역

### 특별출연
- 하재영 : 이주길 역 - 풍상 형제들(외상 제외)의 아버지
- 안내상 : 누님의 남편 역
- 문희경 : 누님 역 - 진상의 썸녀, 사기꾼
- 오현경 : 친구 역 - 분실의 동창
- 황동주 : 공무언 역 - 화상의 연인, 9급 공무원
- 허성태 : 조문객 역 - 진상의 아는 형, 빚쟁이
- 변정민 : 배수진 역 - 지함의 아내
- 배정화 : 영필의 배다른 언니 역

## 시청률
최저 시청률과 최고 시청률은 시청률 조사회사와 지역별로 시청률에 차이가 있을 수 있습니다.
| 2019년      | 2019년      | 2019년         | 2019년         | 2019년       |
| 회차        | 방송일      | TNmS 시청률    | AGB 시청률     | AGB 시청률   |
| 회차        | 방송일      | 대한민국(전국) | 대한민국(전국) | 서울(수도권) |
| ----------- | ----------- | -------------- | -------------- | ------------ |
| 제1회       | 1월 9일     | 5.4%           | 5.9%           | 5.5%         |
| 제2회       | 1월 9일     | 5.8%           | 6.7%           | 6.4%         |
| 제3회       | 1월 10일    | 6.4%           | 6.5%           | 5.9%         |
| 제4회       | 1월 10일    | 7.5%           | 7.8%           | 7.4%         |
| 제5회       | 1월 16일    | 6.8%           | 6.4%           | 6.0%         |
| 제6회       | 1월 16일    | 6.7%           | 6.5%           | 6.1%         |
| 제7회       | 1월 17일    | 7.4%           | 8.1%           | 8.3%         |
| 제8회       | 1월 17일    | 8.4%           | 10.2%          | 10.3%        |
| 제9회       | 1월 23일    | %              | 7.5%           | 7.3%         |
| 제10회      | 1월 23일    | 6.7%           | 8.8%           | 8.6%         |
| 제11회      | 1월 24일    | 6.2%           | 7.0%           | 7.2%         |
| 제12회      | 1월 24일    | 7.2%           | 8.0%           | 8.2%         |
| 제13회      | 1월 30일    | 7.2%           | 8.1%           | 8.1%         |
| 제14회      | 1월 30일    | 7.8%           | 9.3%           | 8.9%         |
| 제15회      | 1월 31일    | 7.5%           | 8.4%           | 8.4%         |
| 제16회      | 1월 31일    | 8.9%           | 9.5%           | 8.9%         |
| 제17회      | 2월 6일     | 7.6%           | 7.8%           | 7.8%         |
| 제18회      | 2월 6일     | 10.7%          | 11.0%          | 11.4%        |
| 제19회      | 2월 7일     | 11.3%          | 11.8%          | 12.3%        |
| 제20회      | 2월 7일     | 12.4%          | 12.7%          | 12.8%        |
| 제21회      | 2월 13일    | 8.6%           | 9.0%           | 8.8%         |
| 제22회      | 2월 13일    | 10.0%          | 11.0%          | 11.0%        |
| 제23회      | 2월 14일    | 12.0%          | 13.1%          | 14.0%        |
| 제24회      | 2월 14일    | 13.2%          | 14.8%          | 15.4%        |
| 제25회      | 2월 20일    | 10.5%          | 10.1%          | 10.1%        |
| 제26회      | 2월 20일    | 12.3%          | 12.3%          | 12.2%        |
| 제27회      | 2월 21일    | 12.8%          | 12.7%          | 12.4%        |
| 제28회      | 2월 21일    | 14.5%          | 14.4%          | 14.1%        |
| 제29회      | 2월 27일    | 13.5%          | 14.2%          | 14.2%        |
| 제30회      | 2월 27일    | 16.3%          | 17.5%          | 17.8%        |
| 제31회      | 2월 28일    | 15.9%          | 17.0%          | 17.4%        |
| 제32회      | 2월 28일    | 18.4%          | 20.0%          | 20.7%        |
| 제33회      | 3월 6일     | 14.3%          | 15.2%          | 15.6%        |
| 제34회      | 3월 6일     | 17.0%          | 18.1%          | 18.5%        |
| 제35회      | 3월 7일     | 19.2%          | 18.5%          | 18.3%        |
| 제36회      | 3월 7일     | 21.4%          | 20.4%          | 20.3%        |
| 제37회      | 3월 13일    | 17.3%          | 17.6%          | 17.5%        |
| 제38회      | 3월 13일    | 19.7%          | 20.4%          | 20.1%        |
| 제39회      | 3월 14일    | 20.0%          | 20.5%          | 20.8%        |
| 제40회      | 3월 14일    | 22.8%          | 22.7%          | 22.8%        |
| 평균 시청률 | 평균 시청률 | 11.4%          | 12.2%          | 12.2%        |

## 수상 및 후보
| 연도 | 시상식                      | 부문                        | 수상자        | 결과 |
| ---- | --------------------------- | --------------------------- | ------------- | ---- |
| 2019 | 제12회 코리아 드라마 어워즈 | 남자 신인상                 | 최성재        | 후보 |
| 2019 | KBS 연기대상                | 남자 최우수상               | 유준상        | 수상 |
| 2019 | KBS 연기대상                | 중편드라마 부문 남자 우수상 | 유준상        | 후보 |
| 2019 | KBS 연기대상                | 중편드라마 부문 여자 우수상 | 이시영        | 수상 |
| 2019 | KBS 연기대상                | 중편드라마 부문 남자 조연상 | 최대철        | 후보 |
| 2019 | KBS 연기대상                | 중편드라마 부문 여자 조연상 | 신동미        | 수상 |
| 2019 | KBS 연기대상                | 남자 신인상                 | 차서원        | 후보 |
| 2019 | KBS 연기대상                | 네티즌 상                   | 유준상        | 후보 |
| 2019 | KBS 연기대상                | 네티즌 상                   | 신동미        | 후보 |
| 2019 | KBS 연기대상                | 네티즌 상                   | 이시영        | 후보 |
| 2019 | KBS 연기대상                | 네티즌 상                   | 전혜빈        | 후보 |
| 2019 | KBS 연기대상                | 베스트 커플상               | 유준상·신동미 | 수상 |
| 2019 | KBS 연기대상                | 베스트 커플상               | 이시영·최대철 | 후보 |
| 2019 | KBS 연기대상                | 베스트 커플상               | 이시영·전혜빈 | 후보 |

## 참고 사항
- 류수영이 이진상 역에 캐스팅되었으나 최종 고사하였고 이 역은 오지호가 대신 맡았다.
- 이효춘은 전달자 역에 캐스팅되어 대본 리딩까지 참석하였으나 최종 하차하였고 이 역은 이상숙이 대신 맡았다.[3]
- 최성재, 이규호, 허성태는 영화 《범죄도시》 이후로 3개월만에 재회하는 작품이다.

## 동시간대 드라마
- MBC 수목 미니시리즈

《붉은 달 푸른 해》 (2018년 11월 21일 ~ 2019년 1월 16일)
《봄이 오나 봄》 (2019년 1월 23일 ~ 2019년 3월 21일)
- SBS 드라마 스페셜

《황후의 품격》 (2018년 11월 21일 ~ 2019년 2월 21일)
《빅이슈》 (2019년 3월 6일 ~ 2019년 5월 2일)

## 리메이크
베트남 : 제목은 Cây táo nở hoa이며 현재 HTV2 (2021) 채널에서 방영 중이다.

## 같이 보기
- 대한민국의 텔레비전 드라마 목록 (ㅇ)
- 2019년 대한민국의 텔레비전 드라마 목록